# 刘春明 (足球运动员)
刘春明（1954年10月9日—）是中国已退役的职业足球运动员和教练员，司职中场，职业生涯曾经效力过河北队和天津队。是天津足球界唯一一名国家足球讲师级教练员。

## 球员生涯
1971年，时任新组建的河北队主教练陈成达将刘春明从天津挑选入队，帮助球队跻身全国甲级联赛劲旅行列。1981年被调回天津队，效力至1986年。

## 执教生涯
1986年赛季结束后退出天津一队，转到天津青年队担任助理教练，并在1988年以助理教练兼球员的身份帮助天津青年队获得全国乙级联赛冠军。此后刘春明长时间在天津市各级别梯队执教，取得过全国青年联赛亚军，并培养出迟嵘亮、曹阳、宗磊等未来的本土名将。
2001年被委任为国少队主教练，并于2002年带领球队获得2002年亚少赛季军，成功晋级2003年世少赛决赛圈。虽然小组未能出线，但也仅仅是分别以一球小负于劲旅哥伦比亚和芬兰，并逼平劲旅墨西哥。
2004年刘春明回到天津泰达队，担任一线队教练。同年，时任主教练戚务生因战绩不佳下课，刘春明担任教练组组长。2005年1月被正式任命为球队主教练，并率领球队在当年联赛中获得联赛第四名，当时创造了天津足球职业化之后的的最好成绩。
2006赛季后，刘春明离开泰达队。转年3月被任命为国青队主教练，获得了2007年潍坊杯足球赛亚军，2008年卡塔尔八国邀请赛第四名，2008年亚青赛八强。2009年被任命为中国国奥队主教练，但在2010年，因为本人没有国际A级教练证书而离开球队参加培训。同年8月担任天津市体育局足球管理中心副主任。
2017年12月，刘春明重返泰达，出任俱乐部的青训总监一职。

## 执教特点
由于常年执教梯队，使得刘春明非常善于发现年轻球员的闪光点。2003年世少赛中，虽然球队没能小组出线，但他所重用的王永珀、姜晨等人表现出色，为球队打入了5球，王永珀至今还是山东鲁能队和国家队的重要球员。2004年开始执教天津队后，刘春明大胆启用从青年队上调的蒿俊闵、田旭、毛彪等球员，虽然使得老队员孙建军、芦欣、陈立成、迟嵘亮、张效瑞等人逐渐失去位置，有些人之后离队或退役，但这些年轻球员逐渐挑起大梁，并成为天津足球未来数年的栋梁之才。